# Bånberg
Bånberg är en kulle i Finland.   Den ligger i den ekonomiska regionen  Åboland  och landskapet Egentliga Finland, i den sydvästra delen av landet, 190 km väster om huvudstaden Helsingfors. Toppen på Bånberg är 29 meter över havet. Bånberg ligger på ön Korpo.
Terrängen runt Bånberg är mycket platt. Havet är nära Bånberg åt sydväst.  Närmaste större samhälle är Korpo, 4,7 km norr om Bånberg. 